# Maletto
Maletto település Olaszországban, Szicília régióban, Catania megyében. Lakosainak száma 3599 fő (2023. január 1.). Maletto Belpasso, Biancavilla, Bronte, Randazzo, Sant’Alfio, Adrano, Castiglione di Sicilia és Zafferana Etnea községekkel határos.

## Népesség
A település lakossága az elmúlt években az alábbi módon változott:
| Lakosok száma | 3841 | 3818 | 3599 |
|               | 2017 | 2018 | 2023 |